# Josef Unterfrauner
Josef Unterfrauner es un deportista austríaco que compitió en luge. Ganó una medalla de oro en el Campeonato Europeo de Luge de 1956, en la prueba doble.

## Palmarés internacional
| Campeonato Europeo | Campeonato Europeo | Campeonato Europeo | Campeonato Europeo |
| Año                | Lugar              | Medalla            | Prueba             |
| ------------------ | ------------------ | ------------------ | ------------------ |
| 1956               | Imst (Austria)     | Medalla de oro     | Doble              |